# Daruvar
Daruvar és una ciutat de Croàcia que es troba al comtat de Bjelovar-Bilogora. Correspon a l'antiga ciutat romana d'Aquae Balissae.